# Mahindra & Mahindra
Mahindra & Mahindra Limited, рідше M&M, або Mahindra — індійська транснаціональна автомобілебудівна корпорація зі штаб-квартирою в Мумбаї. 
Один з найбільших індійських виробників транспортних засобів та найбільший продавець тракторів по всьому світу. Входить до складу корпорації Mahindra Group.

## Історія
У 1945 році два підприємливі брати Жагдіш (англ. Jagdish) та Кайлаш (англ. Kailash) Махіндра разом із Гуламом Мухаммедом (англ. Ghulam Mohammed) заснували у Мумбаї компанію «Mahindra & Mohammed», що займалась металом. Через два роки, коли Індія отримала незалежність, Гулам Мухаммад покинув компанію, ставши першим міністром фінансів Пакистану. Натомість брати Махіндра зацікавились ідеєю виробництва у Мумбаї за ліцензією автомобілів Willys MB, перейменувавши компанію у «Mahindra & Mahindra».
Брати Махіндра вважали, що нові види транспорту можуть стати ключем до процвітання Індії, тому одним із перших їхніх завдань стало виробництво міцних та надійних транспортних засобів, пристосованих до місцевих умов. Піонери глобалізації, брати співпрацювали з великою кількістю міжнародних компаній. Незабаром інтереси «Mahindra & Mahindra» поширювалися на виробництво сталі, тракторів, телекомунікаційний бізнес, тощо.
У 1999 році Mahindra придбала 100% Gujarat Tractors в уряду Гуджарату, а в 2017 році Mahindra перейменувала її на Gromax Agri Equipment Limited як частину своєї нової стратегії бренду, і моделі продовжують продавати як Trakstar.
У 2007 році M&M придбала компанію Punjab Tractor Limited (PTL), що зробило її найбільшим у світі виробником тракторів.  Після цього поглинання колишню PTL було об’єднано з M&M і перетворено на підрозділ Swaraj Mahindra & Mahindra у 2009 році. 
За останні кілька років компанія зацікавилася новими галузями та зовнішніми ринками. У 2008 році вони увійшли в індустрію двоколісних автомобілів, придбавши Kinetic Motors в Індії. 
У 2010 році M&M придбала 55% акцій REVA Electric Car Company, а в 2016 році вони перейменували її в Mahindra Electric Mobility Ltd після отримання 100% власності. 
У 2011 році Mahindra придбала контрольний пакет акцій південнокорейської SsangYong Motor, перетворивши її на дочірню компанію.  У грудні 2020 року, після того як Mahindra припинила її фінансування, SsangYong вступила в конкурсне управління, більше не будучи дочірньою компанією Mahindra з цього моменту  і після листопада 2022 року, коли консорціум під керівництвом KG Group завершив процедури придбання контрольного пакету акцій, виведення SsangYong з конкурсного управління. 
У жовтні 2014 року Mahindra придбала 51% контрольного пакету акцій Peugeot Motocycles і 100% контрольного пакету акцій у жовтні 2019 року.  У травні 2015 року Mahindra придбала 33,33% акцій японського виробника тракторів Mitsubishi Agricultural Machinery (MAM), дочірня компанія Mitsubishi Heavy Industries.
У грудні 2015 року Mahindra та її дочірня компанія Tech Mahindra через спеціальну компанію (SPV) домовилися купити 76,06% акцій італійського автомобілебудівника Pininfarina за 168 мільйонів євро.
У березні 2016 року Mahindra придбала 35% фінської компанії Sampo Rosenlew, увійшовши в бізнес комбайнів, згодом збільшивши свою частку в компанії до 49,04% у грудні 2019 року.
У січні 2017 року Mahindra та Mahindra Ltd придбали 75,1 частки в Hisarlar Makina Sanayi ve Ticaret Anonym Şirketi (Hisarlar), компанії з виробництва сільськогосподарського обладнання, що ознаменувало вихід на ринок Туреччини, а у вересні 2017 року придбала ще один турецький тракторний і ливарний бізнес Erkunt Traktor Sanayii AS. за 800 крор рупій. 
У січні 2018 року Mahindra оголосила про свій вихід у бізнес обприскувачів шляхом придбання 26% акцій MITRA Agro Equipments Pvt Ltd, AgTech компанії (MITRA), що базується в Махараштрі.  У березні 2020 року Mahindra ще більше збільшила свою частку в компанії до 39%. 
У лютому 2018 року Mahindra придбала міноритарну частку 22,9% у Carnot Technologies. Carnot Technologies володіє та керує компанією CarSense, що займається розробкою розумних автомобілів. 
У травні 2018 року Mahindra підписала угоду про підписку на акції для придбання до 10% акціонерного капіталу канадської ІТ-компанії Resson Aerospace Corporation.  Рессон розробив систему, яка фіксує та інтерпретує зображення, щоб надати фермерам інформацію про стан їхніх полів і посівів. 
У червні 2019 року Mahindra придбала 11,25% акцій швейцарської агротехнологічної фірми Gamaya.  Придбання дозволило Mahindra продовжити розвиток і розгортання сільськогосподарських можливостей нового покоління, таких як технології точного землеробства та цифрові технології землеробства. 

У грудні 2023 року Mahindra & Mahindra придбала 60,01% акцій Emergent Solren Private Limited, дочірньої компанії Mahindra Holdings Limited, що займається виробництвом сонячної енергії, за 288,05 крор рупій.

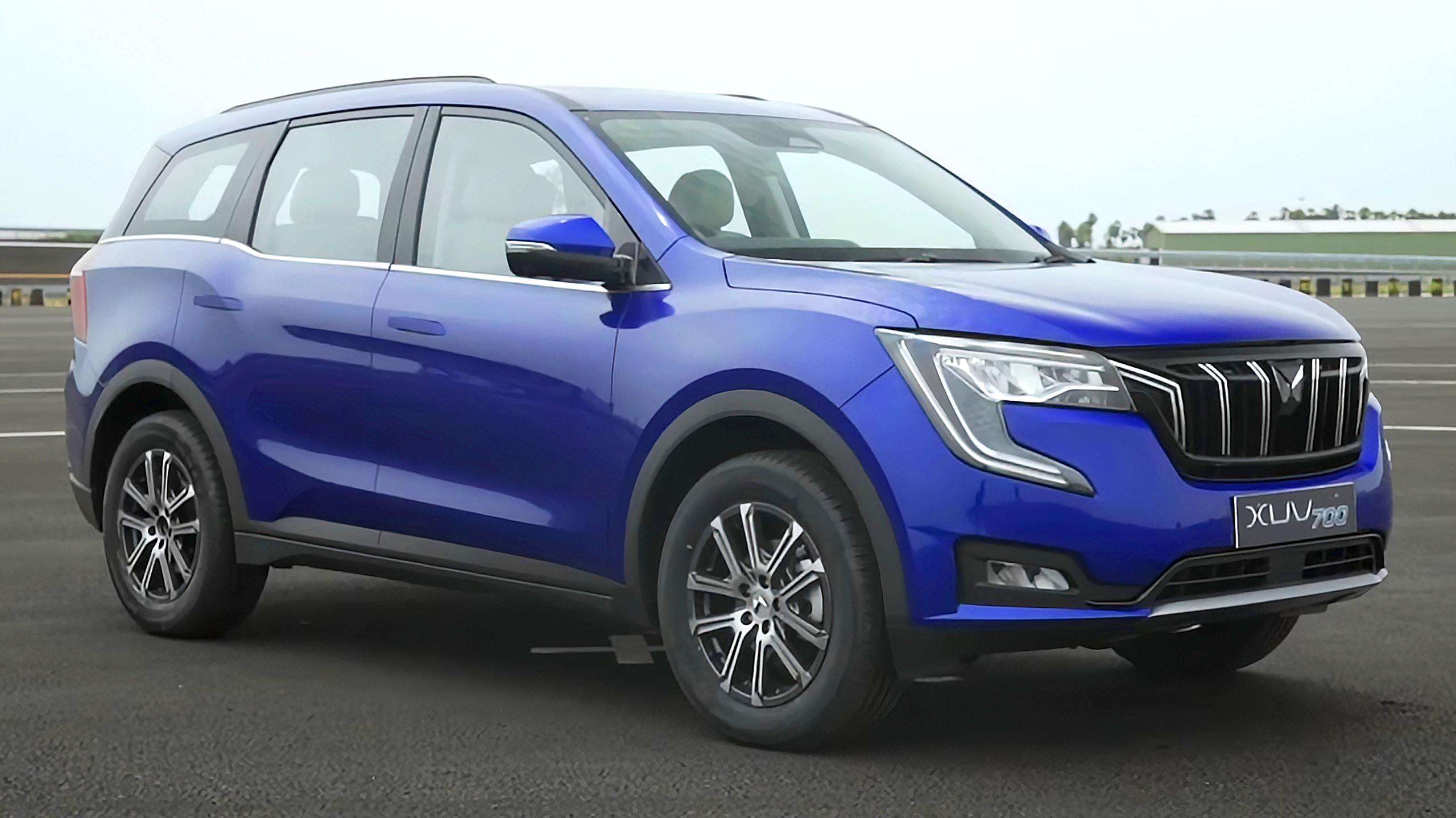
Mahindra XUV700 - флагманська модель компанії

## Продукція
Станом на 2014 рік «Mahindra & Mahindra» є флагманським брендом Mahindra Group, яка об'єднує в собі 140 компаній по цілому світу з річним оборотом у 16,5 млрд $ та понад 180 000 працівників. У 2013—2014 фінансовому році було випущено 268 487 тракторів та 499 015 траспортних засобів.

### Автомобілі
«Mahindra & Mahindra» з 1947 року випускає в Індії позашляхові автомобілі. Протягом 65 років компанія є лідером із виробництва автомобілів даного класу в країні. Окрім нових моделей класу SUV Scorpio та Bolero, Mahindra пропонує інші моделі автомобілів, електромобілі, пікапи та комерційні автомобілі. Придбання Ssangyong Motor Company у 2011 році, провідного південнокорейського виробника позашляховиків, відкрило Mahindra доступ до ринку понад 90 країн.
У 2005 році компанія створила консорціум спільно з американським виробником вантажних автомобілів Navistar International під назвою «Mahindra Navistar» для випуску комерційних автомобілів.
За 2013/14 фінансовий рік компанія виготовила 477 517 одиниць автомобільної техніки, включно з автобусами та вантажівками. «Mahindra & Mahindra» є третім найбільшим виробником пасажирських автомобілів та другим — комерційних в Індії; загалом їй належить 13,2 % автомобільного ринку цієї країни.

### Мотоцикли
У 2008 році «Mahindra & Mahindra» вийшла на ринок виробництва двоколісної техніки. Протягом восьми місяців компанією була запущена лінійка моделей PowerScooters. Станом на літо 2014 року «Mahindra» представлена у сегменті скутерів та мотоциклів з малим об'ємом двигуна.
У 2011 «Mahindra» стала першим індійським виробником двоколісних транспортних засобів, що взяв участь у чемпіонаті світу з шосейно-кільцевих мотоперегонів MotoGP, де представлені найкращі світові виробники. Для цього була створена команда «Mahindra Racing». Для сезону 2014 в співпраці зі швейцарським ательє Suter Racing Technology був розроблений мотоцикл Mahindra MGP3O — перший мотоцикл, розроблений компанією для участі в гонках.

### Сільгосптехніка
Виробництво сільгосптехніки є ключовим напрямком для компанії. У 2013/14 фінансовому році загалом було продано 268 487 тракторів, зокрема 40 612 за межами Індії.

### Військова техніка
Проблеми забезпечення національної безпеки Індії різноманітні і складні. Країна має спірні кордони, бере участь у миротворчих операціях, крім того, її не оминають стихійні лиха. З кінця 1990-х років Індія приступила до систематичної модернізації та оновлення своєї військової техніки.
«Mahindra» присутня у цій галузі з 1947 року, коли підписала ліцензійну угоду на випуск позашляховиків Willys MB, що брали участь у німецько-радянській війні. Відтоді компанія поступово перейшла до проектування та випуску власної лінії бронетехніки, ставши найбільшим приватним постачальником зброї уряду. Діапазон продукції досить широкий: від оборонних систем, таких як морські міни, до рішень відеоспостереження, зброї, боєприпасів і багато іншого.

### Енергетика
Економіка Індії останніми роками демонструє постійний ріст, що спонукає ріст попиту на електроенергію. Основним продуктом «Mahindra» у цій галузі є дизельні генераторні станції. Також компанія займається відновлюваною енергетикою, пропонуючи сонячні батареї для індивідуальних та промислових споживачів.